# Apocephalus attophilus
Apocephalus attophilus är en tvåvingeart som beskrevs av Borgmeier 1928. Apocephalus attophilus ingår i släktet Apocephalus och familjen puckelflugor. Inga underarter finns listade i Catalogue of Life.